# Friesacher Radweg

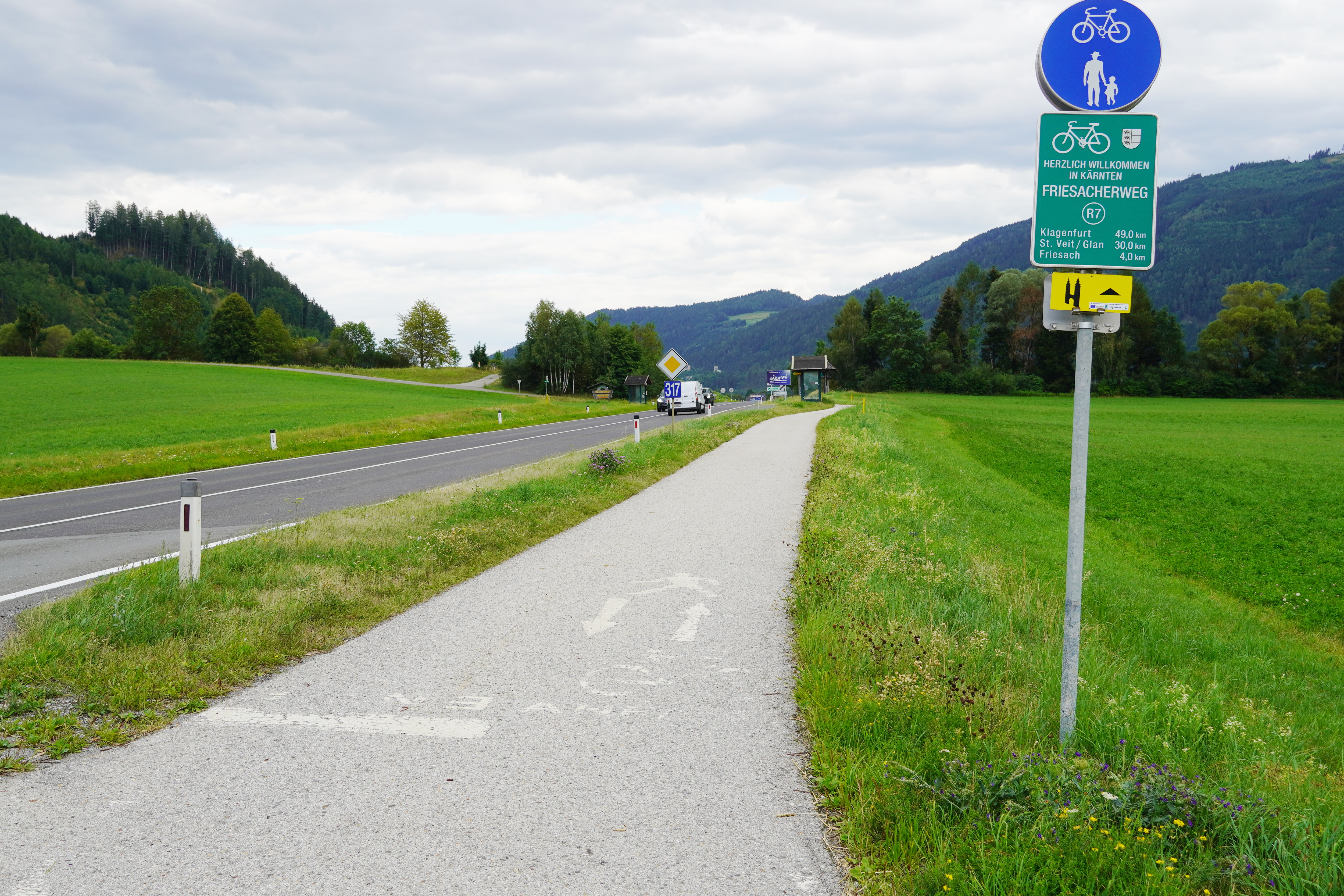
Friesacher Radweg bei der Landesgrenze zur Steiermark

Der Friesacher Radweg (R7) ist ein Radwanderweg, der Kärnten in Nord-Süd-Richtung durchzieht. Er ist Teil des Kärntner Radwegenetzes.
Der südliche Ausgangspunkt des Friesacher Radweges ist die Brücke der Loiblpass Straße (im Klagenfurter Ortsgebiet als Rosentaler Straße bezeichnet) über die Setla. Nördlich von Klagenfurt führt er über das Zollfeld nach St. Veit und weiter über Wolschartwald, Mölbling, Pöckstein-Zwischenwässern und Friesach zur Landesgrenze bei Dürnstein, wo er in den steirischen R18 Grebenzenradweg übergeht.
Der Radweg ist großteils asphaltiert, etwa fünfzehn Prozent sind Schotterstraße. Bei einer Länge von 56 Kilometern sind 390 Höhenmeter zu überwinden.

## Varianten
- R7A Görtschitztal Radweg: Vom R7 in der Viktringer Vorstadt zur B92 Görtschitztal Straße und in deren Nähe zur Gurk. Die Gurk aufwärts zum R5 Glan-Gurk Radweg bei Brückl. Ab hier die Görtschitz aufwärts zum R7C Silberegger Radweg bei Mösel. Weiter in das Görtschitztal hinein bis zur Landesgrenze beim Hörfeld. Dort Übergang in den steirischen R37 Norischer Radweg.[3]
- R7B Kappeler Radweg: Vom R5 in Launsdorf über das Krappfeld und Althofen zum R7 bei Mölbling.[3]
- R7C Silberegger Radweg: Vom R7B bei Silberegg über Guttaring zum R7A bei Mösel.[4]
- R7D Meiseldinger Radweg: Vom R7 bei Breitenstein über Meiselding zum R7 bei Mölbling.[5]
- R7E Metnitzer Radweg: Vom R7 bei Friesach das Metnitztal einwärts bis Metnitz. Danach den Wöbringbach aufwärts in Richtung Murau bis zur steirischen Landesgrenze.[6]
- R7F Geiersdorfer Radweg: Gurknahe Variante des R7 von der Glan in Welzenegg über Hörtendorf nach Geiersdorf.[7]

## Belege
1. 1 2  R7 - Friesacher Radweg. In: strassenbau.ktn.gv.at. Abgerufen am 18. März 2025.
2. ↑  R7 Friesacher Radweg | Kärntner Radwege. radwegekarnten.com, abgerufen am 15. Mai 2023 (englisch).
3. 1 2  R7A - Görtschitztal Radweg. In: strassenbau.ktn.gv.at. Abgerufen am 18. März 2025.
4. ↑  R7C - Silberegger Radweg. In: strassenbau.ktn.gv.at. Abgerufen am 18. März 2025.
5. ↑  R7D - Meiseldinger Radweg. In: strassenbau.ktn.gv.at. Abgerufen am 18. März 2025.
6. ↑  R7E - Metnitzer Radweg. In: strassenbau.ktn.gv.at. Abgerufen am 18. März 2025.
7. ↑  R7F - Geiersdorfer Radweg. In: strassenbau.ktn.gv.at. Abgerufen am 18. März 2025.